# 西河乡 (平利县)
西河乡是中国陕西省安康市平利县下辖的一个乡。

## 行政区划
西河乡下辖以下行政区：
三合村、长岭村、梅子园村、石梁沟村、东坝村、五郎沟村、水田河村、西坝村、高王庙村、老场村